# 苏丹阿都拉
苏丹阿都拉·利亚乌丁·阿慕斯达法·比拉·沙（1959年7月30日—）是马来西亚第十六任最高元首、彭亨州第六任（现任）苏丹。

## 王儲
阿都拉是太上王苏丹阿末沙的长子和第四个孩子。1975年7月1日，东姑阿都拉受封为王儲，并在任43年，直至继位为苏丹为止。任内，东姑阿都拉曾两度成为摄政王。第一次是1979年4月至1984年4月，父亲担任马来西亚最高元首时；第二次是2016年12月至2019年1月，以代替病重的父亲处理王室事务。

## 苏丹
他于2019年1月11日接替退位的父亲成为彭亨州第六任苏丹，并于同月15日举行继位仪式。1月31日，他正式宣誓成为国家元首；時任首相马哈迪·莫哈末、首相夫人茜蒂哈斯玛以及副首相旺阿兹莎等人皆出席观礼。

## 马来西亚最高元首
2019年1月24日，他在国家王宫举行的第251次统治者特别会议获推选并当选为第十六任最高元首，任期5年。他于2019年1月31日在第252次统治者会议上宣誓就任。端姑阿都拉于2019年7月30日加冕，当天也是其60岁寿辰。
2020年8月17日，苏丹阿都拉册封卫生总监诺希山丹斯里勋衔。
苏丹阿都拉在2020年国庆日前夕宣布特赦13名终身监禁囚犯，据了解囚犯属于一个回教异端组织奥玛乌纳，该组织于2000年曾威胁说，若时任首相马哈迪·莫哈末没在24小时内辞职，他们将会袭击首都吉隆坡（2000年马来西亚奥玛乌纳叛乱）。
2020年9月6日，据Bersatu.TV於Facebook上曝光的照片显示，苏丹阿都拉与前首相马哈迪·莫哈末及其夫人茜蒂哈斯玛被民众目击在某商场内不期而遇，双方进行交谈引民众注目，该画面也被拍下。

### 2020年－2022年马来西亚政治危机中的应对
2020年2月21日，马来西亚政坛发生翻天覆地的变动。苏丹阿都拉经过衡量时局后，委任宣称已获得简单多数国会议员支持的土团党主席兼国民联盟领导者慕尤丁担任第八任馬來西亞首相。反对党希盟、民兴党与净选盟等民间组织认为慕尤丁宣布的支持名单并不透明，以及不满国盟议员的背叛和夺权行为而展开政治对立，使得國盟政府早期的合法性飽受質疑。
希盟领导人安华于9月23日召开记者会，宣称已经获得多数议员支持，将会觐见国家元首苏丹阿都拉，他強調慕尤丁领导的国盟政府已经垮台，引發朝野震動。苏丹阿都拉因食物中毒和运动损伤而在9月21日进入国家心脏中心接受治疗，因此展延安华觐见元首的计划。苏丹阿都拉在10月2日出院返回王宫疗养后，安华亦随后在10月8日发表文告，宣布其已獲准于10月13日觐见国家元首。但因为安华宣称的支持名单并不透明，苏丹阿都拉也没有接纳安华的意见。
10月，慕尤丁寻求国家元首的同意，试图颁布緊急狀態令。苏丹阿都拉与其余马来统治者开会之后，決定拒絕慕尤丁的請求。他也發布文告嚴厲批评国会议员别再玩弄政治，停止任何足以威胁政府稳定的行动，并呼吁支持即將在國會提呈的《2021年財政預算案》。国盟政府以111票赞成对108票反对，成功通过《2021年马来西亚联邦政府财政预算案》。国家王宫发表文告对预算案的通过表示欢迎和支持，苏丹阿都拉也感谢国会议员听取他的劝谕。
2021年1月12日，苏丹阿都拉御准首相慕尤丁第二次寻求颁布紧急状态，以遏制国内新冠肺炎疫情的意见，引起国盟巫统与反对党希盟的抗议。反对派质疑国盟政府的紧急状态令停止了国会与州议会的运作是慕尤丁为了保住首相职位的措施，并非为了抗疫，将寻求入禀法庭挑战颁布紧急状态令的决定。但被最高法庭裁决，国家元首所颁布的任何紧急法令和紧急条例，是不能受到司法挑战的。
2021年7月29日，国家皇宫非常罕见地针对在文告中表示，苏丹阿都拉对慕尤丁在紧急状态条例未经国会辩论和联邦政府没有取得御准之前，就自行在国会内宣布联邦政府已经在7月21日撤回紧急状态条例，感到「非常失望」。该文告指出，联邦宪法第150（2b）条文同读的第150（3）条文明确规定，宣布和废除紧急状态条例的权力属于最高元首。国家皇宫的文告也表示达基尤丁（时任首相署主管国会及法律事务部长）不仅误导了国会议员，也没有尊重国家原则，同时违背了联邦宪法中规定的最高元首职能和权力：
|                                 | ……… 因此，在尚未得到陛下批准情况下，政府在7月26日国会上宣布撤销所有紧急状态条例的声明，陛下感到非常失望。 ……… 陛下认为，政府在7月21日未经国会辩论下，仓促撤销紧急状态条例，以及在国会发表自相矛盾和误导性的声明，不仅违背了《国家原则》中尊崇法治原则，而且也违背了陛下身为最高元首被联邦宪法赋予的职能和权力。 |
| ——国家皇宫于2021年7月29日的文告 | |

国家皇宫文告也指出，慕尤丁和伊德鲁斯·哈伦（总检察长）于7月24日在线上觐见最高元首时已经同意，所有关于废除所有紧急状态条例将在国会上辩论。最高元首对两人没有实现此前所做出的这项承诺感到「非常失望」。。国家皇宫文告指出，在君主立宪制精神下，虽然联邦宪法第40（1）条文规定最高元首需要依据马来西亚首相和马来西亚内阁的劝告行使职权，但最高元首认为若有任何一方违反宪法，最高元首作为一国之首，有义务给予劝告与训诫，特别是「以最高元首的名义执行职能和权力的一方」。这则文告提升了反对派要求现任首相慕尤丁下台的压力呼声。
2021年8月16日，慕尤丁在覲見國家元首苏丹阿都拉后，黯然宣布辞去首相职位。随后，苏丹阿都拉委任获得最多国会议员支持的依斯迈沙比里担任第9任馬來西亞首相。

### 2022年第15届全国选举
2022年11月19日，第15届大选的结果在马来西亚历史上首次导致悬峙议会，没有任何联盟获得足够的席位来组建下一届政府。选举结束后，安华·依布拉欣的希盟主席与慕尤丁的国盟领导人皆声称拥有足够的多数票可以被任命为首相。希盟与国盟就组建联合政府的建议形成势不两立，双方皆不愿接受对方。
在选举结果尚无定论后，苏丹阿都拉给予所有政党领导人和联盟领导人一个截止日期，即2022年11月21日星期一下午2点，向国会下议院议长阿兹哈哈伦提交他们首选的首相人选。然后，截止日期进一步延长24小时，直至2022年11月22日星期二。国阵在11月22日宣布，他们不会支持希盟或国盟组建联合政府。国家元首随后在审查提交至皇宫的首相人选后，发现「没有国会议员获得过半数支持出任首相」。国家元首于11月23日召见安华和慕尤丁，以了解他们对首相人选的意向。
会面结束后，慕尤丁表示拒绝国家元首提议希盟和国盟联手组建联合政府的提议，强调国盟「不会与希盟合作」。他出示向皇宫提交的115份法定声明，表明他获得了组建政府的多数支持，并抱怨不明白为何不获得同意。与此同时，安华承认首相人选尚未确定，表示有信心能够及时获得其它国会议员的支持。另一方面，苏丹阿都拉向国阵下达了谕令，要求国阵阵营放弃担任在野党的立场，加入组成联合政府的一员。
苏丹阿都拉在会见沙巴人民联盟的领导人之后，对砂盟与国盟的合作表示不满。沙盟主席哈芝芝诺随后表示，该联盟服从并尊重国家元首要求组建一个团结政府的愿望。然后，国阵也宣布遵从国家元首颁布的谕令，与希盟组建一个团结政府。
2022年11月24日，在经过上午11点召开的马来统治者特别会议后，苏丹阿都拉任命安华·依布拉欣担任马来西亚第10任首相。

### 安华团结政府
2023年5月6日，苏丹阿都拉夫婦來到倫敦參加其年少時好友英國國王查爾斯三世和卡米拉王后加冕禮成為首位參加英國君主加冕禮的馬來西亞最高元首。
2024年1月20日，苏丹阿都拉偕同元首后东姑阿兹莎出席欢送陛下卸任的皇家茶会。时任首相安华·依布拉欣以及三位前首相马哈迪·莫哈末、慕尤丁和依斯迈沙比里也受邀出席。

### 卸任 、特赦纳吉
2024年1月30日，苏丹阿都拉正式卸任最高元首职务，与东姑阿兹沙回到彭亨州。卸任时，马来西亚特赦局宣布，特赦前首相纳吉·阿都拉萨并为其颁发居家服刑附录的决定，为马来西亚政治和司法投下震撼弹。特赦局作出的赦免决定，要由国家元首签署文件批准。
苏丹阿都拉签署特赦前首相纳吉·阿都拉萨的决定，引起社会对他广泛的负面反应。首相安华表示，特赦前首相的决定经过了国家元首的深思熟虑，而非法律所定，这也是国家元首的权利之一，敦促各界停止评论纳吉减刑。安华政府的通讯部长法米法兹除了呼吁各方尊重决定之外，亦警告针对苏丹阿都拉的言论可被用于《1948年煽動法令》对付。安华·依布拉欣后来表示，除了针对国家元首的言论违反法令之外，统治者会议亦不希望受到任何公开批评。

## 个人生活
苏丹阿都拉在1986年3月6日迎娶柔佛州公主东姑阿兹莎阿米娜；兩人育有4子2女。他在1991年和马来西亚演员茱莉亚·莱斯結婚并育有3名女兒。

## 運動
苏丹阿都拉也积极参与体育运动。他最喜欢的运动包括马球、足球和曲棍球。他曾带领彭亨皇家马球队参加了在英格兰温莎马球俱乐部举行的国际锦标赛。他还参加了在新加坡、菲律宾、文莱、阿根廷、美国、西班牙、比利时和泰国举行的比赛。
他也和英国国王查爾斯三世在青少年时期一起打過馬球，并結下了友誼。。

## 頭銜、稱號、荣誉

### 头衔及称号
苏丹阿都拉的完整头衔为：
彭亨苏丹阿都拉·利亚乌丁·阿慕斯达法·比拉·沙·伊本·已故苏丹阿末沙拉·阿慕斯达法·比拉·沙殿下，D.K.P., D.K.M, D.K., D.M.N., S.S.A.P., S.I.M.P., D.K. (登嘉楼)., D.K. (柔佛)., S.P.M.J., D.K.M.B. (文莱)., D.K. (吉打)., D.K. (玻璃市)., D.K. (霹雳)., D.K (雪兰莪)., 土耳其共和国国家勋章,摩纳哥圣夏尔勋章
- 1959年7月30日−1974年5月8日：东姑阿都拉·伊本·东姑阿末沙殿下
- 1974年5月8日−1975年7月1日：东姑阿都拉·伊本·苏丹阿末沙·阿慕斯达法·比拉·沙殿下
- 1975年7月1日−1979年4月28日：彭亨王储东姑阿都·伊本·苏丹阿末沙拉·阿慕斯达法·比拉·沙殿下
- 1979年4月28日−1984年4月25日：彭亨王储及摄政王东姑阿都·伊本·苏丹阿末沙拉·阿慕斯达法·比拉·沙殿下
- 1984年4月25日−2016年12月28日：彭亨王储东姑阿都·伊本·苏丹阿末沙拉·阿慕斯达法·比拉·沙殿下
- 2016年12月28日−2019年1月11日：彭亨王储及摄政王东姑阿都·伊本·苏丹阿末沙拉·阿慕斯达法·比拉·沙殿下
- 2019年1月11日−2019年1月31日：彭亨苏丹阿都拉·利亚乌丁·阿慕斯达法·比拉·沙·伊本·苏丹阿末沙拉·阿慕斯达法·比拉·沙殿下
- 2019年1月31日−2019年5月22日：马来西亚最高元首及彭亨苏丹阿都拉·利亚乌丁·阿慕斯达法·比拉·沙·伊本·苏丹阿末沙拉·阿慕斯达法·比拉·沙陛下
- 2019年5月22日−2024年1月30日：马来西亚最高元首及彭亨苏丹阿都拉·利亚乌丁·阿慕斯达法·比拉·沙·伊本·已故苏丹阿末沙拉·阿慕斯达法·比拉·沙陛下
- 2024年1月30日−至今：彭亨苏丹阿都拉·利亚乌丁·阿慕斯达法·比拉·沙·伊本·苏丹阿末沙拉·阿慕斯达法·比拉·沙殿下

### 外国勋章
- : 
  -  文萊王室王冠勛章 (DKMB) (2019年8月19日)[43]
- 土耳其 :
  -  土耳其共和国国家勋章（2022年8月16日）[44]
- 摩納哥 : 
  -  聖夏爾勳章 (2023年11月27日)[45]